# Síugrás az 1964. évi téli olimpiai játékokon
Az 1964. évi téli olimpiai játékokon a síugrás versenyszámait  Innsbruckban rendezték január 31-én és február 5-én. A korábbi olimpiákkal ellentétben a sportágban már két versenyszámot rendeztek: a normálsáncot (70 méter) és nagysáncot (90 méter).

## Részt vevő nemzetek
A versenyeken 15 nemzet 57 sportolója vett részt.
- Ausztria
- Csehszlovákia
- Egyesült Államok
- Finnország
- Japán
- Jugoszlávia
- Kanada
- Lengyelország
- Magyarország
- Egyesült Német Csapat
- Norvégia
- Olaszország
- Svájc
- Svédország
- Szovjetunió

## Éremtáblázat
(Az egyes számoszlopok legmagasabb értéke vagy értékei vastagítással kiemelve.)
| Az 1964. évi téli olimpiai játékok éremtáblázata síugrásban | Az 1964. évi téli olimpiai játékok éremtáblázata síugrásban | Az 1964. évi téli olimpiai játékok éremtáblázata síugrásban | Az 1964. évi téli olimpiai játékok éremtáblázata síugrásban | Az 1964. évi téli olimpiai játékok éremtáblázata síugrásban | Olimpia  |
| ----------------------------------------------------------- | ----------------------------------------------------------- | ----------------------------------------------------------- | ----------------------------------------------------------- | ----------------------------------------------------------- | -------- |
|                                                             | Ország                                                      | Arany                                                       | Ezüst                                                       | Bronz                                                       | Összesen |
| 1.                                                          | Norvégia (NOR)                                              | 1                                                           | 1                                                           | 2                                                           | 4        |
| 2.                                                          | Finnország (FIN)                                            | 1                                                           | 1                                                           | 0                                                           | 2        |
|                                                             |                                                             |                                                             |                                                             |                                                             |          |
| Összesen                                                    | Összesen                                                    | 2                                                           | 2                                                           | 2                                                           | 6        |

## Érmesek
| Az 1964. évi téli olimpiai játékok érmesei síugrásban |                                     |       |                                     |       |                                    |       |
| Versenyszám                                           | Arany                               | Arany | Ezüst                               | Ezüst | Bronz                              | Bronz |
| Normálsánc (70 m)                                     | Veikko Kankkonen · Finnország (FIN) | 229,9 | Toralf Engan · Norvégia (NOR)       | 226,3 | Torgeir Brandtzæg · Ausztria (AUT) | 222,9 |
| Nagysánc (90 m)                                       | Toralf Engan · Norvégia (NOR)       | 230,7 | Veikko Kankkonen · Finnország (FIN) | 228,9 | Torgeir Brandtzæg · Norvégia (NOR) | 227,2 |